# باشگاه فوتبال سانتوس
باشگاه فوتبال سانتوس (به پرتغالی: Santos Futebol Clube) یک باشگاه فوتبال واقع در شهر سانتوس، ایالت سائوپائولو و کشور برزیل است که در سری آ برزیل بازی می‌کند. این باشگاه در سال ۱۹۱۲ میلادی تأسیس شده‌است.
سانتوس سابقهٔ هشت قهرمانی در لیگ برتر برزیل و یک قهرمانی در جام حذفی برزیل را دارد. این باشگاه در جام باشگاه‌های جهان ۲۰۱۱ به مقام نایب قهرمانی رسیده‌است.سانتوس بازیکنان بزرگ و مطرح زیادی به فوتبال جهان معرفی کرده‌است.همچنین پله و نیمار و رودریگو گوئس در این تیم حضور داشته‌اند.
این تیم پس از گذشت ۱۱۱ سال حضور در سطح اول فوتبال برزیل در سال ۲۰۲۳ به سری بی برزیل سقوط کرد.

## بازیکنان برجسته
- پله

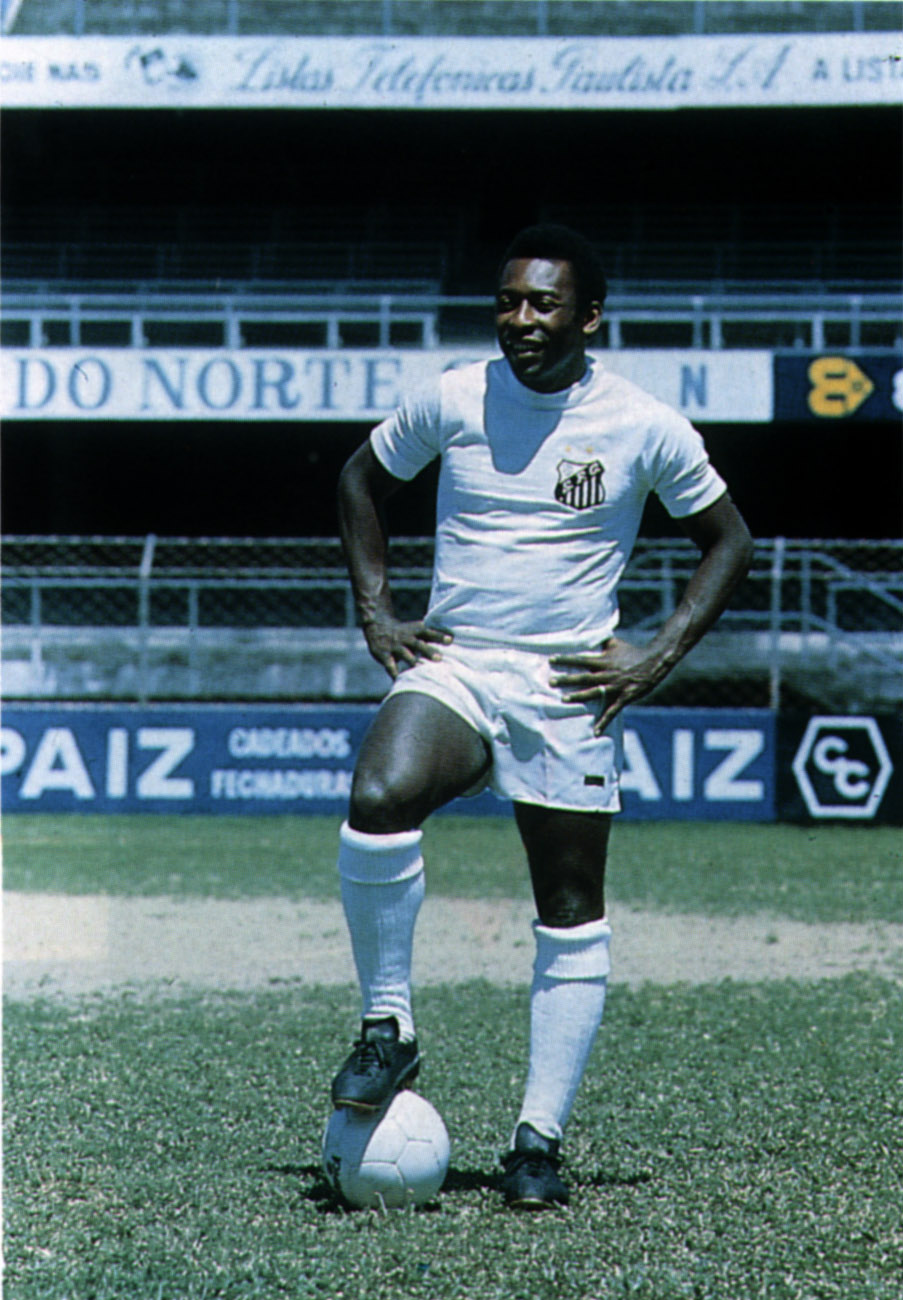
پله در تیم سانتوس - ۱۹۶۳ میلادی

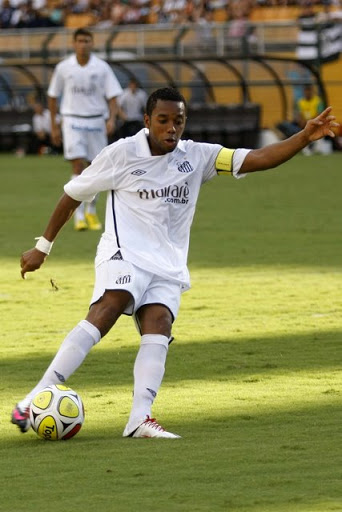
روبینیو ۲۰۰۵–۲۰۰۲

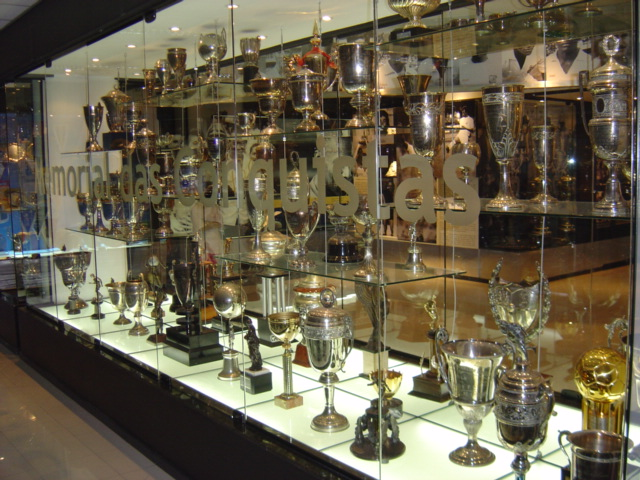
ویترینی از افتخارات سانتوس

- سوکراتس برازیلیرو سامپائو د سوزا ویرا د الیویرا
- کارلوس کائتانو بلدورن وری
- الکس
- ریکاردو الیویرا
- روبینیو
- دیگو
- نیمار
- فیلیپه اندرسون

- زی روبرتو

## افتخارات
- سری آ برزیل

قهرمان (۸): ۱۹۶۱، ۱۹۶۲، ۱۹۶۳، ۱۹۶۴، ۱۹۶۵، ۱۹۶۸، ۲۰۰۲، ۲۰۰۴
نایب قهرمان (۸): ۱۹۵۹، ۱۹۶۶، ۱۹۸۳، ۱۹۹۵، ۲۰۰۳، ۲۰۰۷، ۲۰۱۶، ۲۰۱۹
- قهرمانی پائولیستا

قهرمان (۲۲): ۱۹۳۵، ۱۹۵۵، ۱۹۵۶، ۱۹۵۸، ۱۹۶۰، ۱۹۶۱، ۱۹۶۲، ۱۹۶۴، ۱۹۶۵، ۱۹۶۸، ۱۹۶۹، ۱۹۷۳ (مشترک)، ۱۹۷۸، ۱۹۸۴، ۲۰۰۶، ۲۰۰۷، ۲۰۱۰، ۲۰۱۱، ۲۰۱۲، ۲۰۱۵، ۲۰۱۶
نایب قهرمان (۱۳)
- جام حذفی فوتبال برزیل

قهرمان (۱): ۲۰۱۰
نایب قهرمان (۱): ۲۰۱۵
- جام بین قاره‌ای فوتبال

قهرمان (۲): ۱۹۶۲، ۱۹۶۳
- جام لیبرتادورس

قهرمان (۳): ۱۹۶۲، ۱۹۶۳، ۲۰۱۱
نایب قهرمان (۲): ۲۰۰۳، ۲۰۲۰
- کوپا کونمبول

قهرمان (۱): ۱۹۹۸
- سوپرکاپ قهرمانان بین قاره‌ای

قهرمان (۱): ۱۹۶۸
- رکوپا سودامریکانا

قهرمان (۱): ۲۰۱۲
- تورنمنت ریو-سائو پائولو

قهرمان (۵): ۱۹۵۹، ۱۹۳۶، ۱۹۶۴ (مشترک)، ۱۹۶۶ (مشترک)، ۱۹۹۷
نایب قهرمان (۱): ۱۹۹۹
- کوپا پائولیستا

قهرمان (۱): ۲۰۰۴
- جام کیرین

قهرمان (۱): ۱۹۸۵
- جام باشگاه های جهان

نایب قهرمان (۱): ۲۰۱۱